# دربند نفتی
دربند نفتی مربوط به دوره افشار است و در شهرستان کلات، دروازه شرقی دژ کلات واقع شده و این اثر در تاریخ ۲۳ فروردین ۱۳۴۶ با شمارهٔ ثبت ۶۶۴ به‌عنوان یکی از آثار ملی ایران به ثبت رسیده است.